# Francis Dusépulchre
Francis Dusépulcre, né le 6 mars 1934 à Seneffe et mort le 18 octobre 2013 à La Louvière, est un peintre, sculpteur, créateur d'intégrations architecturales monumentales belge.

## Vie et œuvre
Diplômé en arts plastiques à l'École normale de l'État de Mons, Francis Dusépulchre enseigne dans des établissements scolaires à Marcinelle, Saint-Ghislain et Mariemont tout en résidant à Carnières. Formé à la peinture en autodidacte dans le début des années 1960, il pratique d'abord une figuration fantastique et surréaliste avant de s'orienter vers 1969 vers une abstraction minimaliste de type constructiviste. Il combine peinture et sculpture dans des œuvres abstraites pratiquement monochromes, des tableaux-sculptures constitués de surfaces concaves et convexes réalisés en panneaux de masonite animés d'incisions. À partir de 1979, il intègre des fils tendus qui jouent sur les ombres et, en 1983, des fibres optiques qui génèrent des points lumineux.
Il réalise et présente des projets d'œuvres monumentales :
- Signal, à Trazegnies (1971)
- Cathédrale, au Grand-Hornu (1974)
- Signal, à l'entrée du musée de Mariemont (1975)
- Articulations spatiales pour le Waux-hall à Nivelles (1983)
- Environnement habitable pour la station de métro Beaux-arts de Charleroi (projet de 1979, installé en 1983 - incomplet)
- A Tower for Europe, projet primé pour l'habillage de la tour de la Cité administrative de l'État à Bruxelles (1987)
- Ondulation spatiale, entrée des imprimeries du groupe Sud Presse, à Charleroi (1990 - disparu)

Il est cofondateur du groupe « Art concret en Hainaut » en 1973.
Ses œuvres sont exposées dans des musées à Bruxelles, Ixelles, Charleroi, Verviers, Mariemont, Louvain-la-Neuve et Wurtzbourg. Elles figurent aussi dans des collections privées et publiques, (dont Belfius, ING, KBC, la Banque nationale, la Fédération Wallonie-Bruxelles, la Province de Hainaut, etc.).

## Galerie

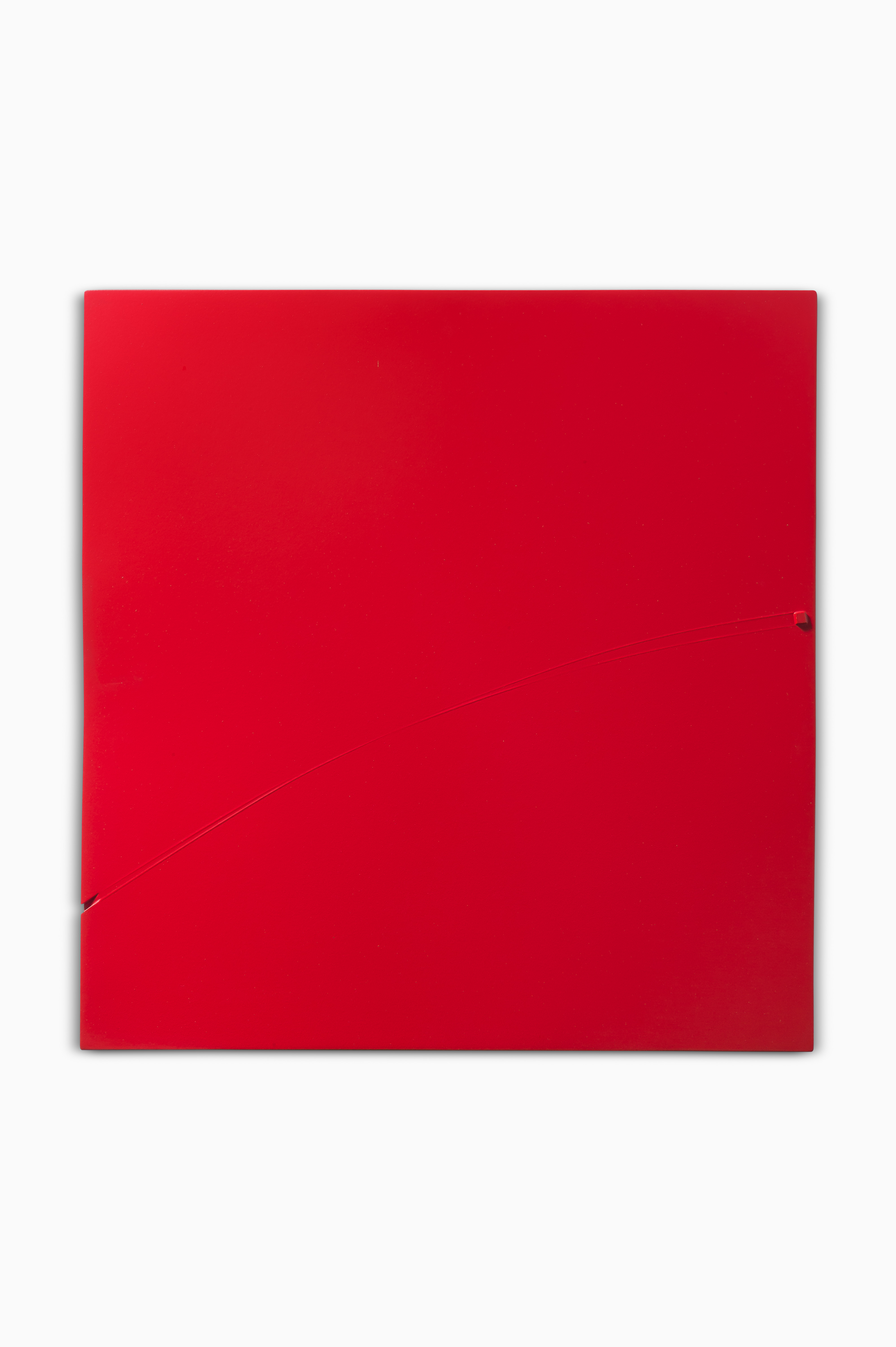
Tensions sereines, laque sur tôle aluminium 62,5 × 62,5 cm (entre 1990 et 2000, crédit photo : Brice Vandermeeren)
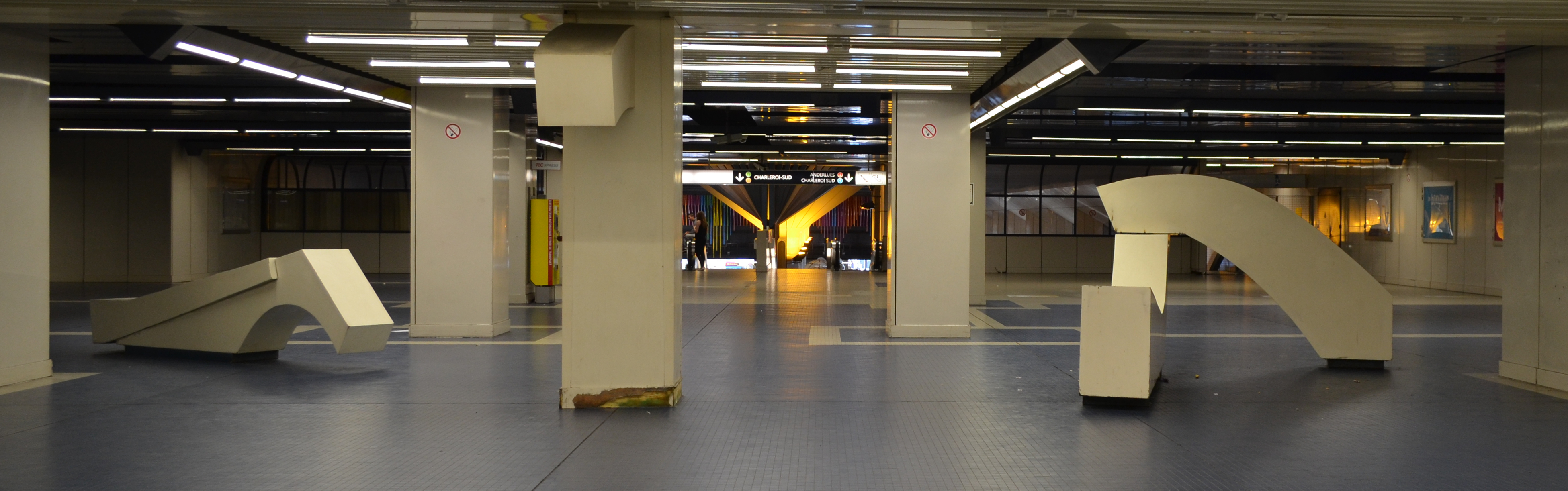
Environnement habitable, station Beaux-arts du métro léger de Charleroi.

## Réception critique
Le critique d'art Robert Rousseau qualifie Francis Dusépulchre de « montreur d'ombres » pour sa manière de jouer de la lumière et de l'ombre. Jean Pigeon ajoute : « Dusépulchre pratique l'abstraction en se démarquant aussi bien de la gestualité tranchante et radicale d'un Fontana que l'arabesque ornementale. La ligne creusée, sans moraine, court, s'évase à peine, s'accorde un détour en virgule, folâtre un brin, non par caprice, mais selon un parcours économe, prémédité, fomenté avec une maîtrise rare. ».

## Expositions personnelles
- 1980 : première exposition personnelle à la galerie Armorial à Bruxelles
- 1988 : palais des beaux-arts de Charleroi et à la galerie La Main à Bruxelles
- 1995 : maison de la culture de Namur
- 2006 : rétrospective au musée Ianchelevici à La Louvière.